# Rolland H. Spaulding
Rolland Harty Spaulding, född 15 mars 1873 i Townsend i Massachusetts, död 14 mars 1942 i Rochester i New Hampshire, var en amerikansk politiker (republikan). Han var New Hampshires guvernör 1915–1917. Han var bror till Huntley Spaulding som var guvernör där 1927–1929.
Spaulding efterträdde 1915 Samuel D. Felker som guvernör och efterträddes 1917 av Henry W. Keyes.